# هیروماسا یاماموتو
هیروماسا یاماموتو (انگلیسی: Hiromasa Yamamoto؛ زادهٔ ۵ ژوئن ۱۹۷۹) بازیکن فوتبال اهل ژاپن است.
از باشگاه‌هایی که در آن بازی کرده‌است می‌توان به باشگاه فوتبال ویسل کوبه، باشگاه فوتبال سرزو اوساکا، و باشگاه فوتبال جوبیلو ایواتا اشاره کرد.